# Fighting Fury
Fighting Fury è un videogioco di tipo picchiaduro ad incontri sviluppato da Tomy e pubblicato nel 2000 da Midas Interactive Entertainment per PlayStation 2.
Il gioco si ispira alla serie anime e manga Baki the Grappler.

## Trama
La storia parla di Spallon, un giovane combattente che si iscrive all'omonimo torneo per affrontare il campione, colui che ha ucciso sua madre molti anni prima.